# Gare du Crêt-du-Locle
Gare du Crêt-du-Locle vasútállomás Svájcban, 
- Neuchâtel kanton
- La Chaux-de-Fonds

 településen.

## Vasútvonalak
Az állomást az alábbi vasútvonalak érintik:
- Neuchâtel–Le Locle-Col-des-Roches-vasútvonal

## Kapcsolódó állomások
A vasútállomáshoz az alábbi állomások vannak a legközelebb:
- La Chaux-de-Fonds Les Forges railway station (2021. december 12. – , Neuchâtel–Le Locle-Col-des-Roches-vasútvonal)
- Le Locle vasútállomás (Neuchâtel–Le Locle-Col-des-Roches-vasútvonal)
- La Chaux-de-Fonds vasútállomás ( – 2021. december 12., Neuchâtel–Le Locle-Col-des-Roches-vasútvonal)